# Stanisławów Drugi (województwo łódzkie)
Stanisławów Drugi – wieś w Polsce położona w województwie łódzkim, w powiecie bełchatowskim, w gminie Szczerców.
W latach 1975–1998 miejscowość położona była w województwie piotrkowskim.